# За далью — даль
«За далью — даль» (подзаголовок: «из путевого дневника») — лирическая поэма Александра Твардовского, написанная в 1950-60 годах и впервые вышедшая отдельным изданием в 1960 году в Государственном издательстве художественной литературы.
В 1961 году за поэму Твардовскому была присуждена Ленинская премия.

## Сюжет
Повествование происходит во время путешествия поэта по Транссибу. Автор комментирует как разворачивающиеся за окном пейзажи, так и события, происходящие в стране, процессы социалистического строительства, а также события внутри вагона. В начале работы, в 1951 году, Твардовский писал: «Ездил… по родной стране в командировки на Урал, в Забайкалье и на Дальний Восток. Впечатления этих поездок должны составить материал моих новых работ в стихах и прозе».
Отдельные главы посвящены Волге (глава «Семь тысяч рек»), Уралу («Две кузницы»), Сибири («Огни Сибири»), Ангаре и строительству Иркутской ГЭС («на Ангаре»), Владивостоку («К концу дороги»). Поэма стала одним из знаковых произведений эпохи «оттепели», в котором критикуется культ личности (главы «Друг детства» и «Так это было»).

## Публикация
По мере написания, с 1953 года публиковались отдельные главы, которые впоследствии автором редактировались.
Впервые книга как самостоятельное произведение вышло в 1960 году в Государственном издательстве художественной литературы. Книгу оформили Е. Ганнушкин и Ю. Копылов. В предисловии Твардовский писал: «Настоящее издание книги „За далью даль“ является первым, по завершении автором работы над ней, полным изданием». В следующем году в «Советском писателе» поэма вышла с иллюстрациями С. Телингатера.

## Отзывы
— Прекрасный подарок трудящимся к 1 Мая, — говорит Анна Андреевна. И уверяет, что для Твардовского это прогресс. Всё-таки упоминается сталинская неправота. Не одна лишь правота.— Л.К. Чуковская, Записки об Анне Ахматовой. 1952-1962